# Animal X
Gli Animal X sono un gruppo di musica dance romena fondata nel 1999 composto da Şerban Copot, Alexandru Salaman e Laurenţiu Penca, originari di Costanza.
La loro prima apparizione in televisione fu in un programma di una televisione privata (TV Neptun) intitolato Ore Verzi (ore verdi).
Nell'estate del 2000 incisero il loro primo album Animal X., che raggiunse il primo posto in Romania e Moldavia così come il singolo N-am crezut.

## Discografia
- 2000 – Animal X
- 2001 – Level 2
- 2001 – Virtual
- 2003 – Revolution
- 2004 – Fun raptor
- 2006 – Derbedei
- 2006 – Best of Animal X
- 2008 – Sambure de drac